# Derik Eicke
Derik Eicke (* 14. März 1974) ist ein deutscher Politiker (SPD) und seit 2023 Mitglied der Bremischen Bürgerschaft.

## Biografie

### Familie, Ausbildung, Beruf
Eicke studierte Mathematik und Geschichte auf Lehramt an der Universität Lüneburg. Er war Lehrer an einer Schule in Thedinghausen. Er wurde 2010 Konrektor der niedersächsischen Oberschule am Goldbach in Langwedel (Weser) und dann Kommissionsmitglied für das Fach Geschichte im Niedersächsischen Kultusministerium.
Er wohnt in Bremen-Oberneuland, ist verheiratet und hat zwei Töchter.

### Politik
Eicke ist Mitglied in der SPD Bremen. Er wurde 2008 zum Vorsitzenden des SPD-Ortsvereins Oberneuland und 2018 in den Landesvorstand der SPD Bremen gewählt. Er war Mitglied des Beirats Oberneuland. Seit 2010 organisiert er regelmäßig Zukunftswerkstätten und Bürgerdialoge im Stadtteil Oberneuland und hat so das Neubaugebiet Wohnpark Oberneuland mit bewirkt.
Er kandidierte 2021 erfolglos auf Platz vier der SPD-Landesliste für den Deutschen Bundestag.
Er wurde 2023 über die 1322 Personenstimmen zum Mitglied der 21. bremischen Bürgerschaft gewählt.
Er ist aktuell Sprecher für Klima, Umwelt, Landwirtschaft und Ernährung der SPD-Fraktion.

### Weitere Mitgliedschaften
- Naturschutzbund (Nabu) in Bremen